# Central Hidroelétrica de Capanda
Central Hidroelétrica de Capanda é uma central hidrelétrica sobre o rio Cuanza, entre as províncias de Malanje e Cuanza Sul, em Angola.
A instalação gera energia utilizando quatro turbinas e 130 megawatts (170 000 hp) cada, totalizando capacidade de 520 megawatts (700 000 hp).
A hidroelétrica é operada pela companhia estatal Empresa Pública de Produção de Electricidade (PRODEL-EP).
Seu centro de operações fica na vila de Capanda, no município de Pungo-Andongo, em Malanje. Seu lago também banha terras do município de Quienha, no Cuanza Sul.

## História
O planeamento para construção de uma hidroeléctrica na média bacia do Cuanza partiu inicialmente de Portugal, que fez os primeiros levantamentos topográficos do traçado da barragem, bem como projetos, em 1965. Esta fase inicial foi levada a cabo pela empresa portuguesa COBA. O projeto previa a construção de uma barragem em arco, baseada em dois declives de gravidade. O projeto português não teve êxito por conta do início da Guerra de Independência de Angola.
Em 2 de setembro de 1982, Angola assinou um acordo intergovernamental soviético-angolano para um contrato-quadro de construção de uma barragem hidroelétrica. O Ministério da Energia e Petróleo de Angola constituiu um grupo de gestão para gerir o consórcio empreiteiro de Capanda, liderado pela empresa Gabinete de Aproveitamento do Médio Kwanza (GAMEK), que também incluía a empresa soviética Tekhnopromexport e a construtora brasileira Odebrecht (atual OEC). Uma das primeiras deliberações do grupo de gestão foi o descarte do projeto português, reduzindo drasticamente os custos da obra.
A construção teve início em janeiro de 1987, e previa a conclusão da barragem até o final de 1992. De abril a outubro de 1988, foi concluída a construção da escavação do túnel. No final de junho de 1989, o rio Cuanza foi bloqueado e a água fluiu para o túnel. Capanda foi concluída em 1989. O projeto passou com sucesso na inspeção dos especialistas das organizações da União Soviética, Angola e Brasil. O enchimento do reservatório foi concluído em 1º de setembro de 1992.
Em 1992 combates da Guerra Civil Angolana alcançaram o canteiro de obras, fazendo com que UNITA capturasse a vila operária de Capanda, paralisando os trabalhos. Durante a batalha de Capanda, cerca de 20 angolanos — a maioria policiais que vigiavam o local de construção — e três especialistas russos foram mortos. No momento da captura do local, as obras de transmissão ainda estavam inacabadas.
Em 1994 a UNITA abandonou a vila, que novamente foi retomada pelas Forças Armadas Angolanas. As obras foram retomadas entre 1997 e 1999, quando combates nas proximidades levam até mesmo os operários da Odebrecht Angola (atual Novonor) a pegar armas para defender o canteiro de trabalhos de eventuais incursões. Mesmo assim, a UNITA, num ataque relâmpago, conseguiu assassinar três membros das forças armadas angolanas e um dos operários da Gamek (actual Prodel) em 2001.
Por fim, entre 12 de fevereiro de 2000 e julho de 2002 os reparos dos equipamentos são realizados e reinicia-se o enchimento do reservatório.
Em janeiro de 2004 e junho de 2004, as duas primeiras turbinas foram colocadas em operação. A construção seguiu para o segundo estágio e, em 2007, a terceira e a quarta turbinas foram colocadas em operação.

### Minas terrestres
Após a saída da UNITA de Capanda, todas as estradas que conduziam ao canteiro de obras foram minadas. Apesar de a desminagem ter sido realizada, quase imediatamente após o reinício da construção, pelo menos dois grandes camiões basculantes foram destruídos pelas minas. As minas terrestres foram encontradas no canteiro de obras e, posteriormente, em locais onde fortes chuvas levaram o solo. As minas na área de Capanda são um perigo e ainda podem ser encontradas.